# Alforc
Alforque és un municipi d'Aragó situat a la província de Saragossa i enquadrat a la comarcar del Ribera Baixa de l'Ebre.